# Dan Greenbaum
Daniel Robert Greenbaum (Torrance, 12 de março de 1969) é um ex-jogador de voleibol dos Estados Unidos que competiu nos Jogos Olímpicos de 1992.
Em 1992, ele fez parte da equipe americana que conquistou a medalha de bronze no torneio olímpico, no qual atuou em duas partidas.